# Тихара, Минори
Минори Тихара (яп. 茅原 実里 Тихара Минори, род. 18 ноября 1980 года) — японская сэйю и певица.

## Биография
Минори Тихара родилась 18 ноября 1980 года в городе Уцуномия, префектура Тотиги, Япония. Согласно анкете на сайте Horipro, увлекается раскопками и археологией. Её рост составляет 158 см.
Минори Тихара дебютировала в 2004 году в роли Айи Нацумэ в аниме «На земле и на небесах». Широкая известность пришла к артистке озвучания в 2006 году благодаря роли Юки Нагато в телесериале «Меланхолия Харухи Судзумии». Минори Тихара выступала не только в роли артистки озвучания, но и исполняла песни для множества аниме-сериалов и компьютерных игр.

## Роли
2004
- Ая Нацумэ (дебют) в «Tenjou Tenge»
- Оана в «Samurai Gun»
- Аяка Мацумото в «Tenkuu Danzai Skelter+Heaven»
- Арена в «Space Symphony Maetel»

2005
- Тамако Ханамура в «The Law of Ueki» (3-й эпизод)
- Аянэ в «Major» (2-й сезон)
- Аой Курита в «Mars of Destruction»
- Ая Нацумэ в «Tenjou Tenge: Ultimate Fight»

2006
- Эрика Кампбел в «Lemon Angel Project»;
- Юки Нагато в «The Melancholy of Haruhi Suzumiya»
- Безымянная девушка в «Binbō Shimai Monogatari»
- Кисараги Мицуки в «Humanoid Monster Bem»
- Хина Ходзё в «Lovedol ～Lovely Idol～»
- Цубаса Кавай в «Kyo no Gononi»

2007
- Экитоку Тёхи в «Ikkitousen: Dragon Destiny»
- Сумирэ Такахана в «Venus Versus Virus»
- Рио в «Wellber no Monogatari ～Sisters of Wellber～»
- Младшая сестра Такэси Ямато в «Over Drive»
- Бен Лидер в 11-м эпизоде в «Gakuen Utopia Manabi Straight!»
- Seiran в 6-м эпизоде в «Saint October»
- Awakened Claymore в 12-м эпизоде в «Claymore»
- Матиа Матия в «Shinkyoku Sōkai Polyphonica»
- Минами Ивасаки, сама себя в 12-м эпизоде и Юки Нагато в 16-м в «Lucky Star»
- Нанака Сиракава в «D.C. II ～Da Capo II～»
- Тоа в «Dragonaut -The Resonance-»
- Тиаки Минами в «Minami-ke»
- Ayane в «Major» (3-й сезон)
- Безымянная девушка в «Murder Princess»

2008
- Цубаса Кавай в «Kyou no Go no Ni»
- Аяка Мацумото в «Skelter+Heaven»
- Ая Нацумэ в «Tenjou Tenge: Ultimate Fight»
- Раквел Маол в «My-Otome 0»
- Кагура Цутимия в «Ga Rei:Zero»

2009
- Юки Нагато в «Меланхолия Харухи Судзумии (2009)»

2010
- Юки Нагато в «Исчезновение Харухи Судзумии»

2012
- Юри Коносу в «Hyouka»
- Лессика в «Chaos Rings II»
- Анастасия Нацухара в «Onii-chan Dakedo Ai Sae Areba Kankei Nai yo ne!»

2013
- Саюри Сато в «Sparrow’s Hotel»
- Загадка в «Phi Brain: Kami no Puzzle»

2014
- Тока Рюмомбути в «Saki»
- Оити в «Nobunaga the Fool»
- Мику Идзаёй в «Date A Live II»
- Ноа Касима в «Rail Wars!»

2015
- Каори Накасэко в «Hibike! Euphonium»

2016
- Каори Накасэко в «Hibike! Euphonium ~Kitauji Koukou Suisougakubu e Youkoso~» и «Hibike! Euphonium 2»

2017
- Каори Накасэко в «Hibike! Euphonium ~Todoketai Melody~»

2018
- Эрика Браун в «Violet Evergarden»

## Дискография

### Синглы
- Zutto…Isshou/Makenai～Ichizu Version～, 13 января, 2005.
- Junpaku Sanctuary, 24 февраля, 2007.
- Kimi ga Kureta Anohi, 6 июня, 2007.
- Melty tale storage, 26 марта, 2008.
- Ameagari no Hana yo Sake, 8 августа, 2008.
- Paradise Lost, 5 ноября, 2008.
- Tomorrow’s chance, 3 июня, 2009.
- Yasashii Bokyaku, 24 февраля, 2010.
- Freedom Dreamer, 21 июля, 2010.

### Альбомы
- HEROINE, 22 декабря, 2004.
- Contact, 24 октября, 2007.
- Parade, 26 ноября, 2008.
- Sing All Love, 17 февраля, 2010.

### Аниме синглы
- Tenjho Tenge GREAT DISC. 1, 29 сентября, 2004.
- Angel Addict, 25 января, 2006.
- Smile Means Love, 22 февраля, 2006.
- Hare Hare Yukai, 10 мая, 2006.
- Nagato Yuki Character Song, 5 июля, 2006.
- LoveLoveLove no Sei na no yo!, 1 ноября, 2006.
- Saikyo Pare Parade, 22 ноября, 2006.
- Candy, released 6 декабря, 2006.
- Seioh Gakuen Kōka Band, 21 марта, 2007.
- Only Lonely Rain, 21 марта, 2007.
- Ikki Tousen: Dragon Destiny 覚悟決めや!, 30 мая, 2007.
- Fragment ～Shooting star of the origin～, 25 июля, 2007.
- Iwasaki Minami Character Song, 26 сентября, 2007.
- Keikenchi Joshochu☆, 24 октября, 2007.
- Mune Pettan Girls Character Song, 31 октября, 2007.
- Colorful DAYS, 21 ноября, 2007.
- Lucky ☆ Star Re-Mix002, 26 декабря, 2007.
- D.C. II ～Da Capo II～ Vol.0, 26 декабря, 2007.
- D.C. II ～Da Capo II～ Character Song Vol. 3 будет выпущен 27 февраля, 2008.

### DVD
|   | Дата выхода | Название                                                 |
| - | ----------- | -------------------------------------------------------- |
| 1 | 26.12.2007  | 'Message 01'                                             |
| 2 | 15.06.2008  | 'Minori Chihara 1st Live Tour 2008 〜Contact〜 LIVE DVD' |
| 3 | 4.02.2009   | 'Message 02'                                             |
| 4 | 24.06.2009  | Minori Chihara Live Tour 2009 〜Parade〜 LIVE DVD '      |
| 5 | 7.04.2010   | 'Message 03'                                             |

### Blu-ray
- Minori Chihara Live Tour 2009 〜Parade〜 LIVE DVD/Blu-ray （20.08.2009）

### Книги
- minorhythm, издана 30 марта, 2006.